# アシュヴァッターマン
アシュヴァッターマン ( 梵: Aśvatthāman: अश्वत्थामन्)は、インドの叙事詩『マハーバーラタ』の登場人物。導師（グル）ドローナの息子で、バラモンの聖仙バラドゥヴァージャの孫である。アシュヴァッターマンはシヴァとヤマとカーマとクローダ（怒り）の半化身として生まれた。アシュヴァッターマンは7人のチランジーヴィー（Cirañjīvī, 不死者）の内の1人であり、クルクシェートラの戦いから生還した人物である。アシュヴァッターマンの額には、生まれつき宝石が埋め込まれており、これによって彼は、武器や病気や空腹、神々やダーナヴァや羅刹の恐れから守られた。

## 名前の由来
マハーバーラタによると、アシュヴァッターマンとは「馬が鳴いた」という意味であり、これは、彼が誕生時に馬のような泣き声を上げたことに由来している。

## ドローナの息子としての誕生
アシュヴァッターマンはドローナとクリピーの息子である。ドローナは彼を深く可愛がった。アシュヴァッターマンは他の人間と同じようにミルクを欲したが、ドローナは貧乏だったため牛を持っていなかった。アシュヴァッターマンは、友人から小麦を水で溶いたものを与えられて、ミルクと信じ込んで飲んだ。
これを見たドローナは悲しみ、旧友であるダクシナ・パンチャーラ国の王、ドルパダを尋ねた。ドルパダが昔ドローナに「自分の財産の半分を与える」と約束していたからだ。ドローナは王宮に赴きドルパダに牛を求めたが、ドルパダは「友情は立場が対等の時にしか成立しない」と言ってドローナを突き放したため、ドローナは怒って何も手にすることなく引き返していった。
ビーシュマの目に止まったドローナは、以後、カウラヴァとパーンダヴァの導師となった。アシュヴァッターマンは彼らに混じって兵法を学んだ。

## クルクシェートラの戦い
ハスティナープラはドローナにクル王子の指南役を依頼していたため、ドローナ、アシュヴァッターマンはハスティナープラに忠誠を誓い、クルクシェートラの戦いではカウラヴァ側についた。ビーシュマは、「アシュヴァッターマンは偉大な戦士だが、生命をことのほか愛しむため最高の戦士（マハーラティ）に数え挙げることはできない」と評した。
戦争が始まって10日目、ビーシュマは致命傷を負い、矢で出来たベッドに横たわったまま、ドローナを軍の最高指揮官に指名した。
戦争の15日目、正攻法でドローナを倒すのが不可能だと知ったパーンダヴァは、ドローナに対して奸計をはかった。クルクシェートラの戦いでアシュヴァッターマンがビーマに殺されたという嘘をついたのだ(実際にはビーマはアシュヴァッターマンという名前の象を殺しただけだった)。このことを信じたドローナは絶望して武器を手放し、瞑想にふけった。無防備な状態のドローナの首を、ドリシュタデュムナが斬り落として殺害した。
父が騙されて殺されたことに激怒したアシュヴァッターマンは、ナーラーヤナアストラという武器をパーンダヴァに対して発動した。クリシュナはナーラーヤナの化身なので、このナーラーヤナの武器についての知識があり、非武装の者に効果がないことを知っていた。クリシュナの指示により兵士たちが武装を解いたことで、その武器は無効となった。ドゥルヨーダナは再び武器を使うように促すが、アシュヴァッターマンは、その武器は再び使えば使用者を殺すため、二度は使えないと答えた。
恨みを抱いていたアシュヴァッターマンではあったが、ハスティナープラの繁栄を願っていたため、和平を講じることをドゥルヨーダナに進言した。ドゥルヨーダナは断固これを拒否した。

### パーンダヴァの陣営への夜襲

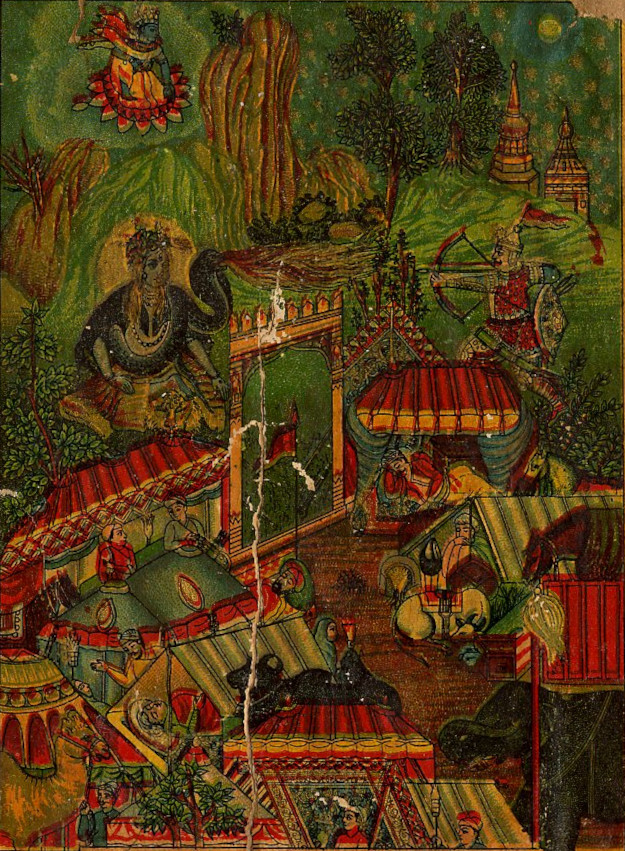
パーンダヴァへの夜襲を前にシヴァを懐柔するアシュヴァッターマン

18日目に、アシュヴァッターマンは生き残ったカウラヴァの戦士、クリタヴァルマン、クリパを招集し、パーンダヴァの陣地を襲った。
ドゥルヨーダナが斃れた次の夜、アシュヴァッターマンが眠れずに巨木の前で座っていると、梟が待ち伏せしてカラスに襲いかかった。これを見たアシュヴァッターマンは、パーンダヴァに夜襲をかけることを思いついた。アシュヴァッターマンは「パーンダヴァは不当なやり方で父ドローナを殺したのだから、このような手を使っても構わないはずだ」と考えていた。しかしクリパはアシュヴァッターマンのこの言葉に納得せず、「このようなやり方は法（ダルマ）に悖るから止めた方が良い」と述べた。
アシュヴァッターマンはカルバイラヴァを崇めていたため、時間すらも破壊してしまうこのシヴァの化身は、パーンダヴァへの夜襲に祝福を与えた。
カルバイラヴァが体内に入ると、アシュヴァッターマンは剣を振り回して、眠っていたドリシュタデュムナを手始めに殺し、シカンディン、ウッタマウジャス、5人のパーンダヴァの息子たち、その他のパーンダヴァの戦士も次々と殺していった。彼から逃れた者も、入り口で待ち伏せしていたクリパとクリタヴァルマンに殺された。
パーンダヴァで生存したのはサートヤキ、クリシュナと5人のパーンダヴァだけであった。
アシュヴァッターマンはパーンダヴァの野営を灰にし、後には何も残らなかった。野営を壊滅させた後、アシュヴァッターマンはドゥルヨーダナに「パーンダヴァを全滅させた」と報告した。

### 不死者となる
パーンダヴァとクリシュナは、壊滅した自分達の陣営を見て怒り、アシュヴァッターマンの後を追った。最後の手段としてアシュヴァッターマンは、ヴェーダの聖なる知恵によって一枚の葉からブラフマシラーストラを作りだし、パーンダヴァとクリシュナに向けて放った。これを見たクリシュナは、アルジュナに同じ物を放てと言った。
アルジュナがブラフマシラーストラを放つと、全世界が壊滅しかねないほどの衝撃が起きたため、聖仙ヴィヤーサは両者に武器を収めるよう言った。ブラフマシラーストラは清浄な魂の持ち主でなけば撤回できないため、アルジュナはブラフマシラーストラを収めることが出来たが、アシュヴァッターマンはそれが出来なかった。
アシュヴァッターマンは、ウッタラー（アビマニユの妻）に向けて武器を放ち、胎内のパリクシットを殺すことでパーンダヴァの系譜を永遠に断とうした。クリシュナはパリクシットを生き返らせることを誓い、「3000年の間森の中をさまよい続けるであろう。血が体中の傷からにじみだし、苦しむであろう。お前は死を望むようになるが、死すらもお前に情けをかけることはない。お前はもてなしや歓待を受けることはない。人間社会から完全に隔絶され、孤独に過ごすこととなるのだ。額の宝石を外して出来た傷は癒えることはない。無数の病がお前の体を蝕み、痛みや潰瘍を引き起こす。そしてその病は3000年間癒えることはない。」と告げた。
アシュヴァッターマンは、命をもって償うかわりに額の宝石を外すようヴィヤーサに言われた。5人の息子たちを殺されていたドラウパディーは、ドローナへの尊敬のためにアシュヴァッターマンの生命を見逃すことを受け入れ、宝石をユディシュティラの頭に載せた。